# パイティング
パイティング (ドイツ語: Peiting) は、ドイツ連邦共和国バイエルン州オーバーバイエルン行政管区のヴァイルハイム＝ショーンガウ郡に属す市場町である。
パイティングはモレーンで形成されたシュロスベルク（城山）、カルヴァーリエンベルク（巡礼山）、シュナイトベルク、ビューラハといった山に囲まれた町で、第二次世界大戦後に難民を受け容れたにもかかわらず、典型的なバイエルンの村のキャラクタを保っている。多くの営農家が中心集落の外に小集落を形成している。社会奉仕団施設のあるヘルツォークゼクミューレもこの町に属している。

## 地理
パイティングはオーバーラント地方に位置する。

### 自治体の構成
この町は、公式には 40の地区 (Ort) からなる。このうち小集落や孤立農場などを除く集落を以下に列記する。
- ベルク
- ビルクラント
- パイティング
- ラムザウ

### 方言
パイティングは、行政上はオーバーバイエルンに属すが。他のオーバーバイエルンやニーダーバイエルンの地域で話されているような典型的なバイエルン語ではなく、レヒライン方言が話されている。この方言はバイエルンとアレマンの言葉が混ざり合った方言で、レヒ川東岸に面した面した地域に特徴的な言葉である。

## 歴史
レヒ川東岸の最初の定住跡は紀元前3世紀に遡る。それはビューラハ山の青銅器時代の墓で、ケルト人やローマ人もその痕跡を遺している。最初の文献上の記録は1055年で、地元のヴェルフ家が「新しい」パイティング城を建設したというものである。このヴェルフ家の城はシュロスベルクにあり、レヒラインのヴェルフ家の活動の中心となった。このヴェルフ家は、たとえば十字軍に参加し、ロッテンブーフ修道院やシュタインガーデン修道院を創設した。パイティングのヴェルフ家は1191年に断絶した。この家系の最後の当主はヴェルフ6世であった。1348年の地震でヴェルフの城は一部が倒壊した。1438年にパイティングはバイエルン公から市場開催権を授けられたのだが、1490年に再び剥奪された。三十年戦争の時代、1632年にヴェルフ家の城は取り壊された。同じ頃、「激しい熱病」（発疹チフスと思われる）が流行し、1632年にパイティングで約400人が亡くなった。
パイティングはバイエルンの行政核に伴う1818年の市町村令によって行政上独立した自治体となった。第一次世界大戦後、パイティングで石炭採掘が始まった。1945年以後、1500人の旧ドイツ領の東プロイセンやシレジア、チェコ領であったズデーテン地方などから放逐されたドイツ人が「難民」としてパイティングに移住した。1957年にパイティングの石炭採掘は最盛期を迎え、882人の炭坑夫と47人の運営職員を擁していた。1958年に当時のオーバーバイエルン最大の町村となったパイティングに改めて市場開催権が与えられた。炭坑は1968年に閉山された。1年後に経済危機が起こった。1976年にビルクラントを合併した。

### 人口推移
- 1970年 9,664人
- 1987年 10,319人
- 2000年 11,728人

## 行政
町長はペーター・オステンリーダー (CSU) である。

### 紋章
1438年にエルンスト・パイティング公はこの町に紋章を与えた。それはヴィッテルスバッハの菱形紋に斜めの赤い帯を被せたものである。

## 経済と社会資本

### 教育
- 国民学校 3校

### 交通
パイティングで3つの連邦道が交差する。東西方向にイルシェンベルクからバート・テルツを経由してマルクトオーバードルフに至るB472号線が通っている。南北方向にはアウクスブルクからフュッセンへのB17号線が走っている。B23号線はパイティングからガルミッシュ＝パルテンキルヒェンに至る最も速い経路で、そこからさらに国境を越えてチロルのシャルニッツに達する。

## 文化と見所

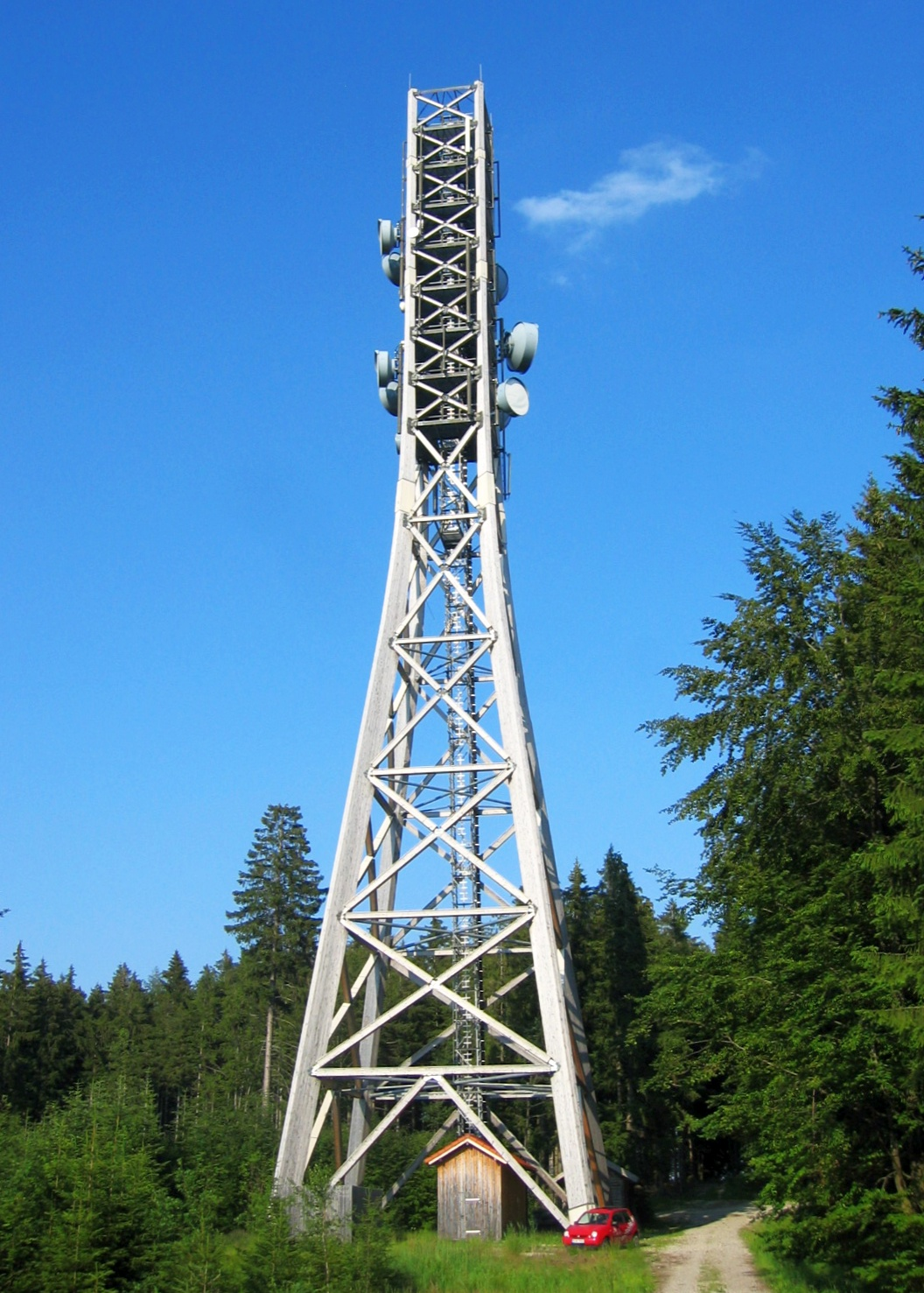
ロッテンブーフの放送塔

### 博物館
- 修道院の博物館

### 建築
ロッテンブーフの放送塔は、ドイツで最も高い木製の塔である（高さ66m）。世界でも、これよりも高い現存する木製の塔は、ポーランドのグリヴィツェの送信塔だけである。

## その他
パイティング近郊の湿地からは約1000年前のパイティング女性が発見されており、「ロザリンデ」と呼ばれている。

## 引用
1. ↑  https://www.statistikdaten.bayern.de/genesis/online?operation=result&code=12411-003r&leerzeilen=false&language=de Genesis-Online-Datenbank des Bayerischen Landesamtes für Statistik Tabelle 12411-003r Fortschreibung des Bevölkerungsstandes: Gemeinden, Stichtag (Einwohnerzahlen auf Grundlage des Zensus 2011)
2. ↑  Bayerische Landesbibliothek Online
3. 1 2  Georg Paula, Stefanie Berg-Hobohm: Landkreis Weilheim-Schongau: Denkmäler in Bayern., Karl M Lipp Verlag München 2003, Band 1, p. 238
4. ↑  A. Stuhlfauth: Peiting und Schongau (Altenstadt) unten den Welfen (1050-1200), Historischer Verein von und für Oberbayern, München 1920, p. 4
5. ↑  A. Stuhlfauth: Peiting und Schongau (Altenstadt) unten den Welfen (1050-1200), Historischer Verein von und für Oberbayern, München 1920, p. 8 f
6. 1 2 3  Georg Paula, Stefanie Berg-Hobohm: Landkreis Weilheim-Schongau: Denkmäler in Bayern., Karl M Lipp Verlag München 2003, Band 1, p. 239
7. ↑  パイティングの歴史（2009年11月10日 閲覧・確認）
8. ↑  Paul Zerle: 135 Jahre Kohlenbergwerk Peissenberg 1837 - 1972, p. 36